# Georges Guiraud (graveur)
Pour les articles homonymes, voir Georges Guiraud et Guiraud.
Georges Guiraud est un sculpteur, médailleur et peintre français né à Toulouse (Haute-Garonne) le 5 août 1901, et mort dans le 14e arrondissement de Paris le 10 mai 1989,.

## Biographie
Issu d'une vieille famille du Lauragais (Le Cabanial), Georges Guiraud est le fils d'Albert Guiraud peintre enlumineur, officier de l'Instruction publique.
Il est élève de l'École des Beaux-Arts de Paris en 1921 (présenté par le sculpteur Jean Boucher), deuxième second prix de gravure en médaille en 1923, premier grand prix en 1926 , puis pensionnaire de la villa Médicis à Rome de 1927 à 1930. 
Il a été nommé peintre officiel de la Marine en 1942.
Il contribue à la sculpture du mémorial de la Résistance à Chasseneuil-sur-Bonnieure (Charente), œuvre de François Poncelet, architecte charentais. Haut de 21 mètres, ce monument a la forme d'une croix de Lorraine associée au « V » de la victoire. Il a été conçu comme « un livre de pierre » : outre par lui-même, les bas-reliefs ont été réalisés par les sculpteurs Raoul Lamourdedieu (1877-1943) et Émile Peyronnet (1872-1956).
Georges Guiraud réside et travaille pendant de nombreuses années à l'ancienne cité des artistes du no 77, avenue Denfert-Rochereau à Paris, jusqu'à sa destruction. Cette cité avait accueilli Jean-Baptiste Carpeaux, Frédéric Chopin, George Sand, Jules Dalou, Antoine-Louis Barye, Eugène Delacroix et, plus récemment, Paul Belmondo,.
Dans la deuxième moitié des années 1950, la Société Esso lui a confié la réalisation de trois figures de proue pour les pétroliers Esso Paris, Esso Parentis et Esso Bourgogne : ce sont des statues monumentales en résine synthétique de haute tenue mécanique, d'environ cinq mètres de hauteur sur huit de largeur, capables de résister aux pressions engendrées par les vagues que rencontrent les navires de haute mer.

## Hommage
La commune de Saint-Hilaire-au-Temple (Marne) a donné son nom à une rue.

## Récompenses
- Salon des artistes français : médaille de bronze en 1924, médaille d'or en 1930.

## Œuvres dans les collections publiques
En France

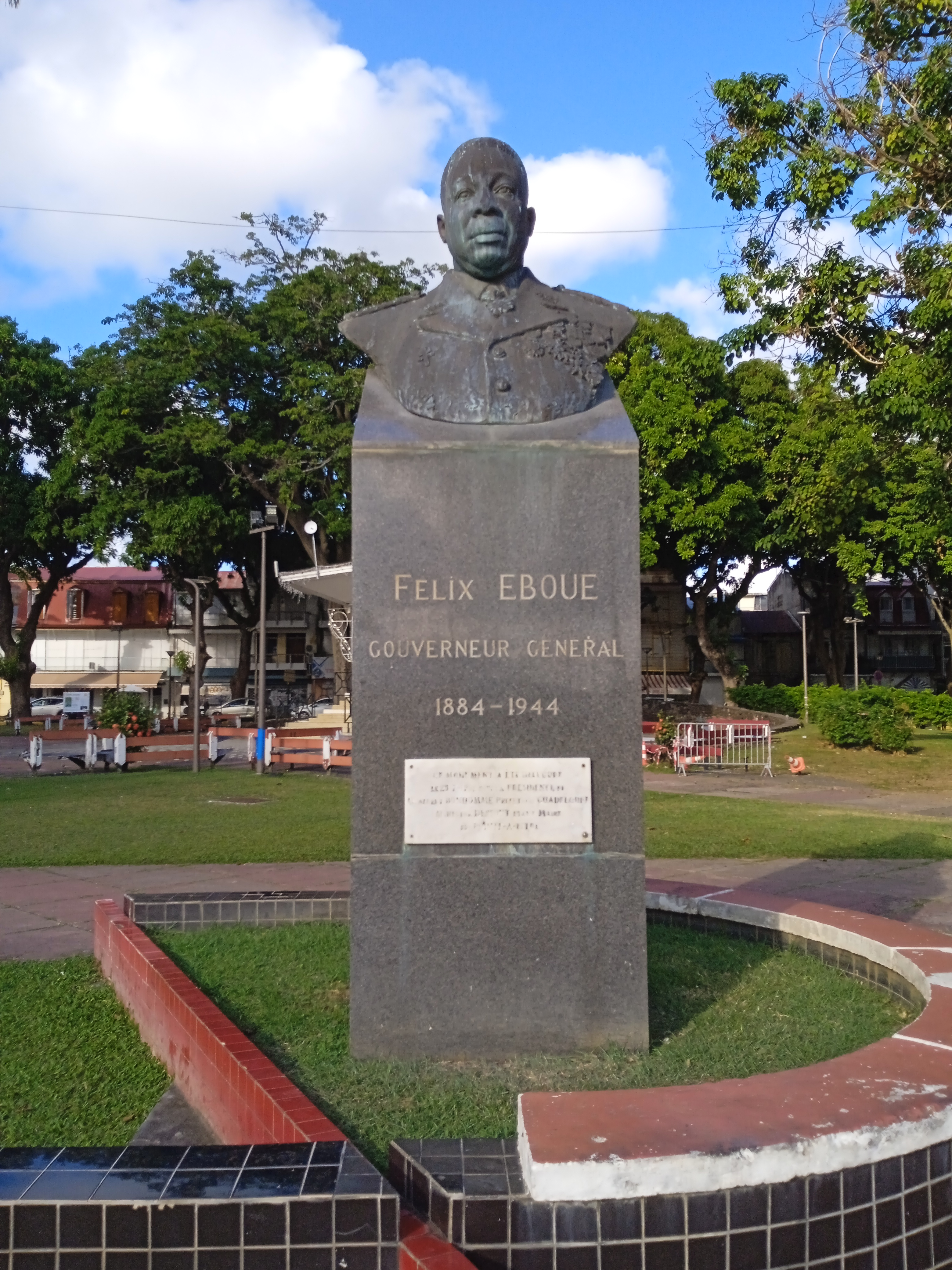
Buste en bronze de Félix Eboué, place de la Victoire à Pointe-à-Pitre

- Chasseneuil-sur-Bonnieure : Mémorial de la Résistance.
- Clamart, cimetière : Buste de Jean Romanette, ornant sa tombe[9],[10].
- Juvisy-sur-Orge, église Notre-Dame-de-France : Notre-Dame de France, statue[11].
- Pervenchères : Monument à René Dupray de La Mahérie[12].
- Paris, École des ponts et chaussées : Buste d'André Blondel[13].
- Pointe-à-Pitre, place de la Victoire : Monument à Félix Éboué[14],[15].
- Saint-Gaudens : Monument des trois Maréchaux pyrénéens, en mémoire du maréchal Foch, né à Tarbes (1851-1929), du maréchal Gallieni, né à Saint-Beat (1849-1916), et du maréchal Joffre, né à Rivesaltes (1852-1931)[16].
- Saint-Joseph (La Réunion) : Monument à Raphaël Babet[17].
- Toulouse, musée des Augustins : Tête d'homme, plâtre[18].
- Villefranche-de-Lauragais, jardin public : Monument à Déodat de Séverac[19].
- Vaitape, Bora Bora, Polynésie française : Monument à Alain Gerbaud

En Italie
- Cortina d'Ampezzo : Monument à Déodat Gratet de Dolomieu, médaillon en bronze[20]

## Pétroliers
- pétrolier Esso Parentis:  figure de proue en polyéthylène UHMWPE, 1958[21].
- pétrolier Esso Bourgogne : figure de proue, 1959.

## Numismatique

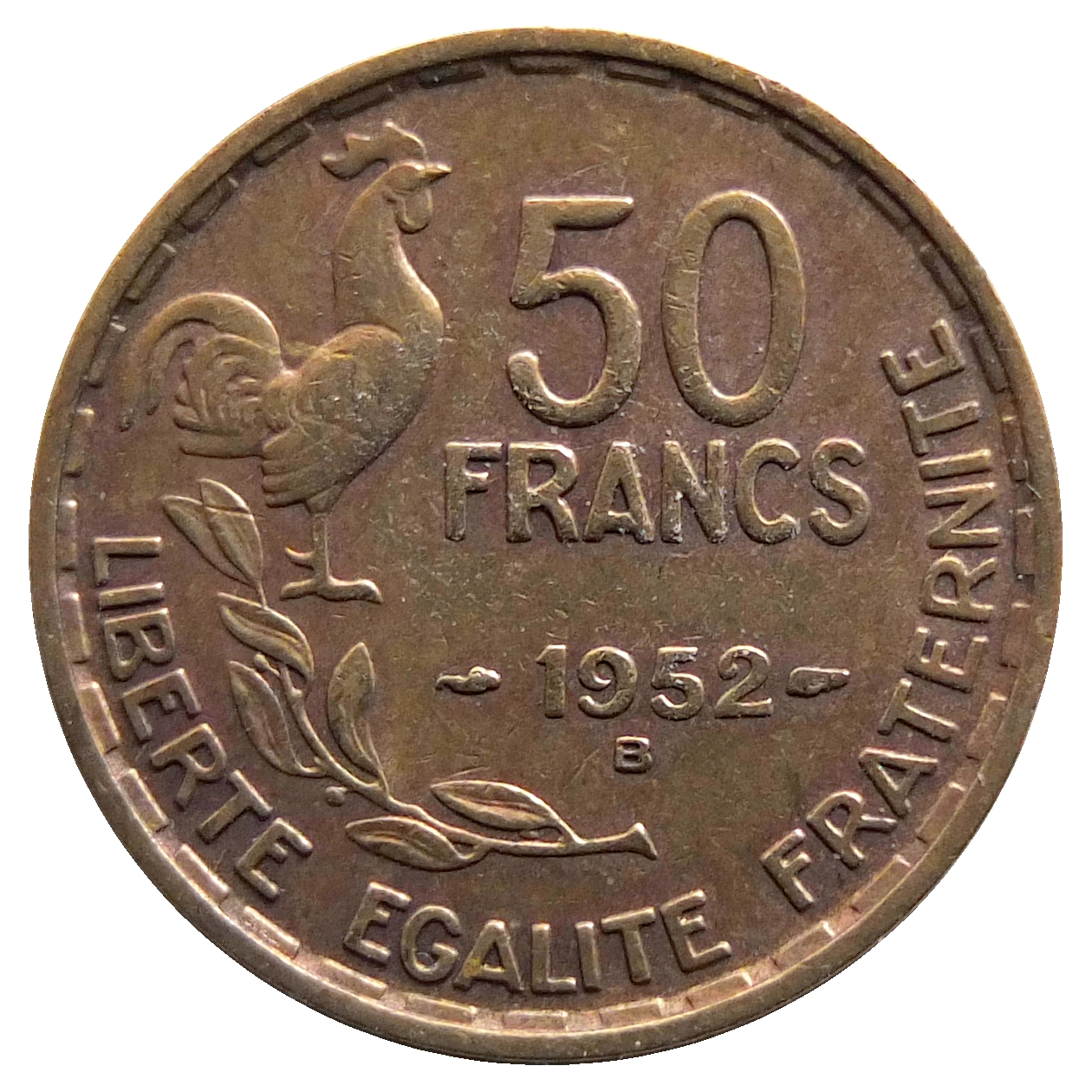

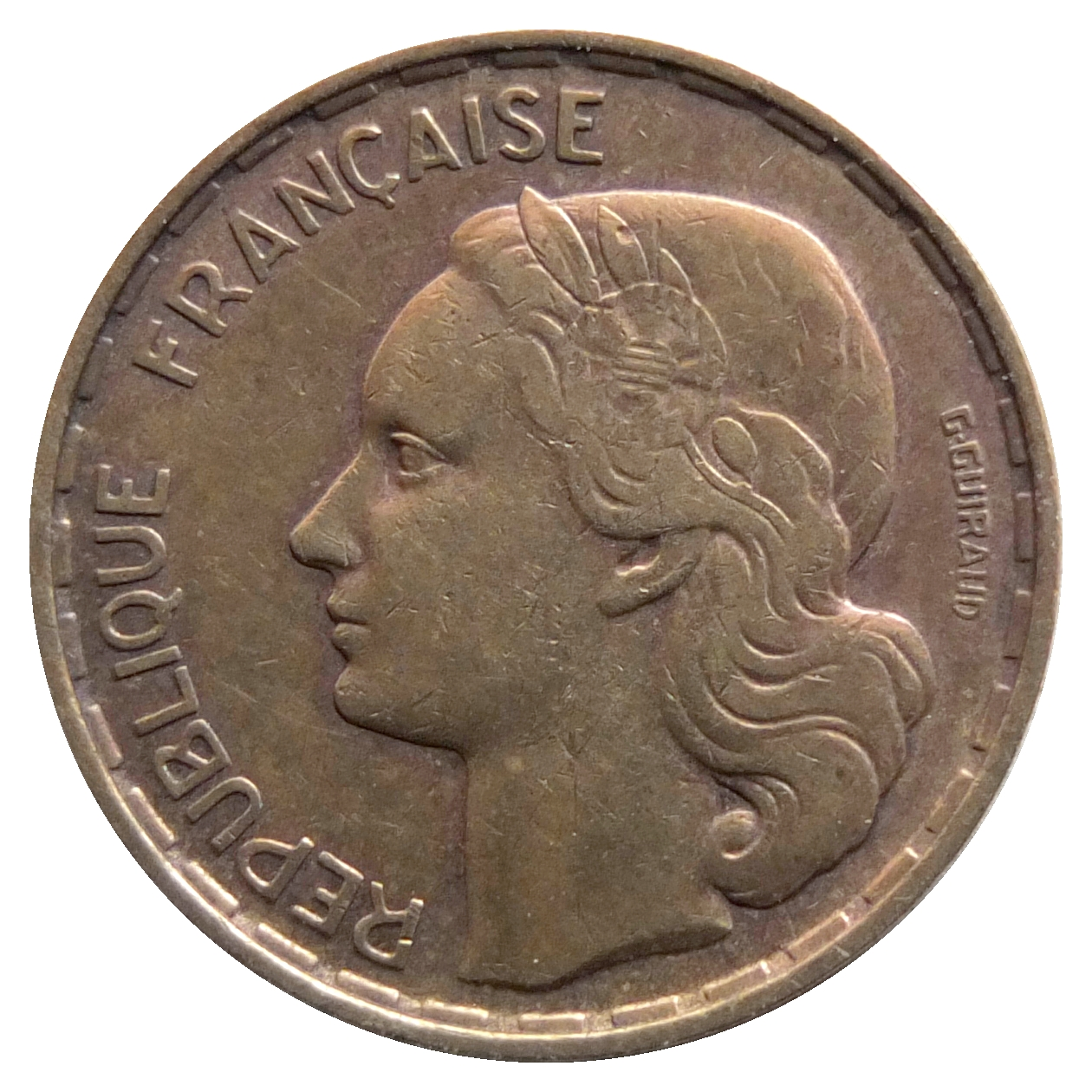
50 francs en cupro-aluminium frappée de 1950 à 1958.

### Pièces de monnaie
La Monnaie de Paris lui commanda les :
- Pièce de 10 francs bronze-aluminium (1950 - 1958) ;
- Pièce de 20 francs bronze-aluminium (1950 - 1954) ;
- Pièce de 50 francs bronze-aluminium (1950 - 1958).

### Médailles
Toutes ces médailles sont signées « Georges Guiraud », suivi ou non d'une ancre de marine :
Médailles
- Médaille d'honneur des chemins de fer, à ruban ;
- Chambre syndicale des constructeurs français de machines agricoles ;
- Chambre des métiers de France, L'artisanat français reconnaissant ;
- Vendanges ;
- Rouget de Lisle 1760-1836 ;
- Jean Mermoz ;
- Femme nue cueillant des fleurs ;
- Amphitrite ;
- Camille Gutton (1872 – 1963) de l'Académie des sciences", "Cinquante années d'activité scientifique, 1944 ;
- Pêcheur attaqué par une pieuvre, médaille qui lui a valu le grand prix de Rome de 1926[22] ;
- Croiseur Marseillaise (1935-1942) ;
- Croiseur Georges-Leygues (1936-1961) ;
- Cuirassé Richelieu (1939-1968) ;
- Porte-avions Bois-Belleau (1942-1961) ;
- La Pérouse (1741-1788) ;
- Alexandre Dumas (1802-1872) ;
- Quatrième Centenaire de Michel de Montaigne ;
- Apollon ;
- Jeunesse ;
- Jeune Fille aux roses ;
- Ville de Toulouse ;
- Télévision ;
- Hockey sur glace ;
- Esso Parentis ;
- George Eastman, offerte par Kodak-Pathé aux employés totalisant vingt-cinq ans de présence ;
- Chambre de Commerce de Toulouse (1703-1953 au revers) ;
- Urbain Le Verrier, centenaire de la découverte de la planète Neptune ;
- Condominium franco-britannique des Nouvelles-Hébrides ;
- Les Enfants de France reconnaissants à leurs hôtes suisses, médaille frappée à la demande du maréchal Pétain ;
- Fédération nationale des pilotes de France et de l'Union française ;
- François Darlan amiral de la Flotte ;
- La Meuse (1930) ;
- Louis de Broglie, vingtième anniversaire de la mécanique ondulatoire ;
- Marcel Arland de l'Académie française ;
- Navire de ligne Jean Bart ;
- Œuvres sociales de l'Air ;
- Porte-avions Clemenceau (1974) ;
- Paquebot Ville de Marseille (1949) ;
- Philibert Guinier, enseignement de la botanique forestière ;
- Pierre Devambez (1971), conservateur des antiquités grecques et romaines du musée du Louvre ;
- Quarantième anniversaire de l'Appel du 18 Juin (1980) ;
- Salon de la Marine (1946) ;
- Charles Perrault - Le petit chaperon rouge.
- Commémoration de l’inauguration de l’usine Potez à Galway, sous la présidence du Taoiseach Seán  F. Lemass, le 16 janvier 1963[23].

Plaquettes
- Libération de l'Alsace ;
- La Créole ;
- Maréchal Philippe Leclerc de Hauteclocque.